# Japán nemzeti parkjai
Japán nemzeti parkjai védett területek, igen szigorú jogszabályi védelmet élveznek. E jogszabályoknak általában három fontos célkitűzése van: megőrizni a területeket és azok ökoszisztémáját, egészséges és szép környezet biztosítása a kikapcsolódáshoz, valamint környezeti nevelés és környezetgazdálkodás.

## Hokkaídó

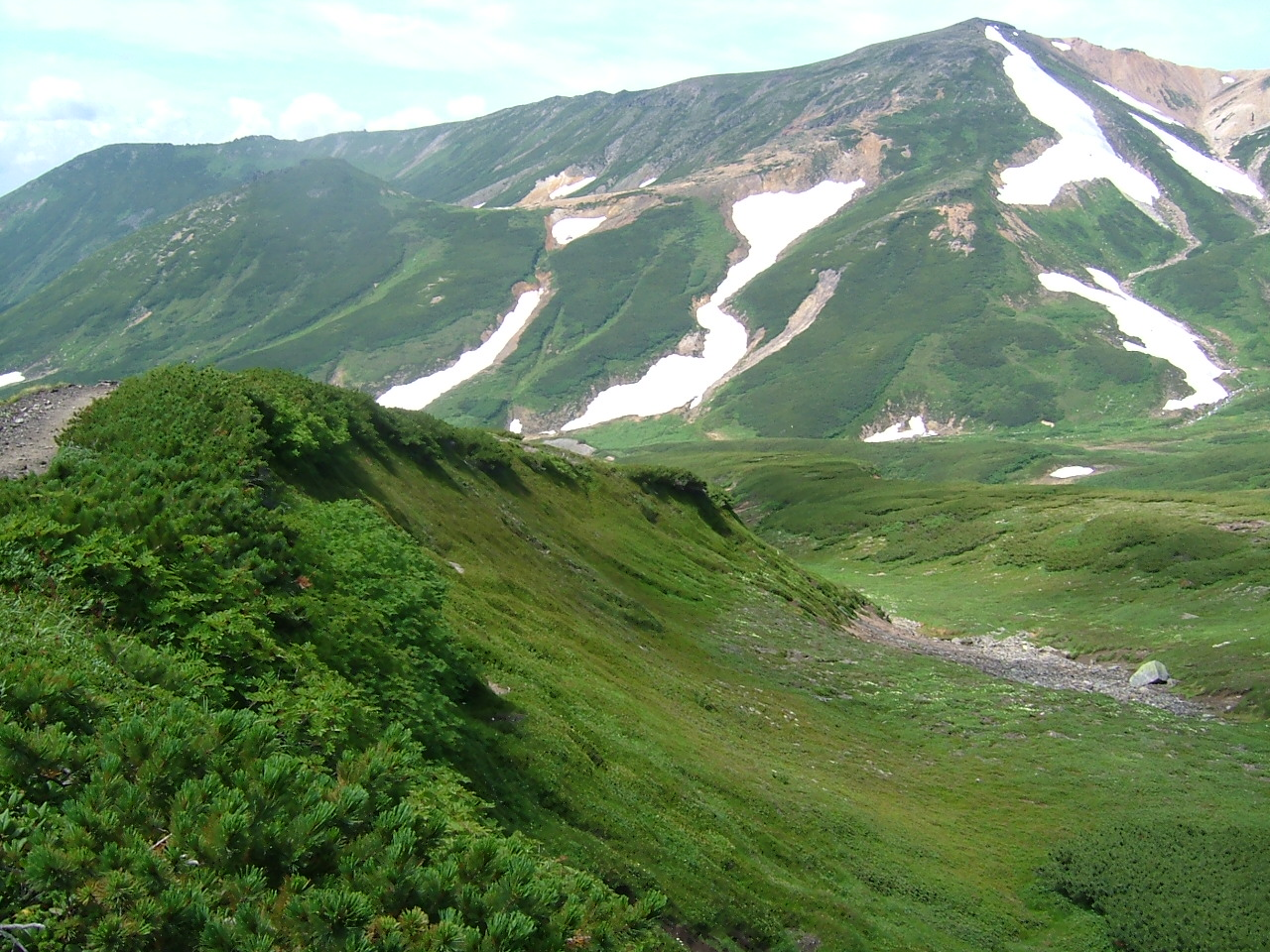
Daiszecuzan Nemzeti Park látképe

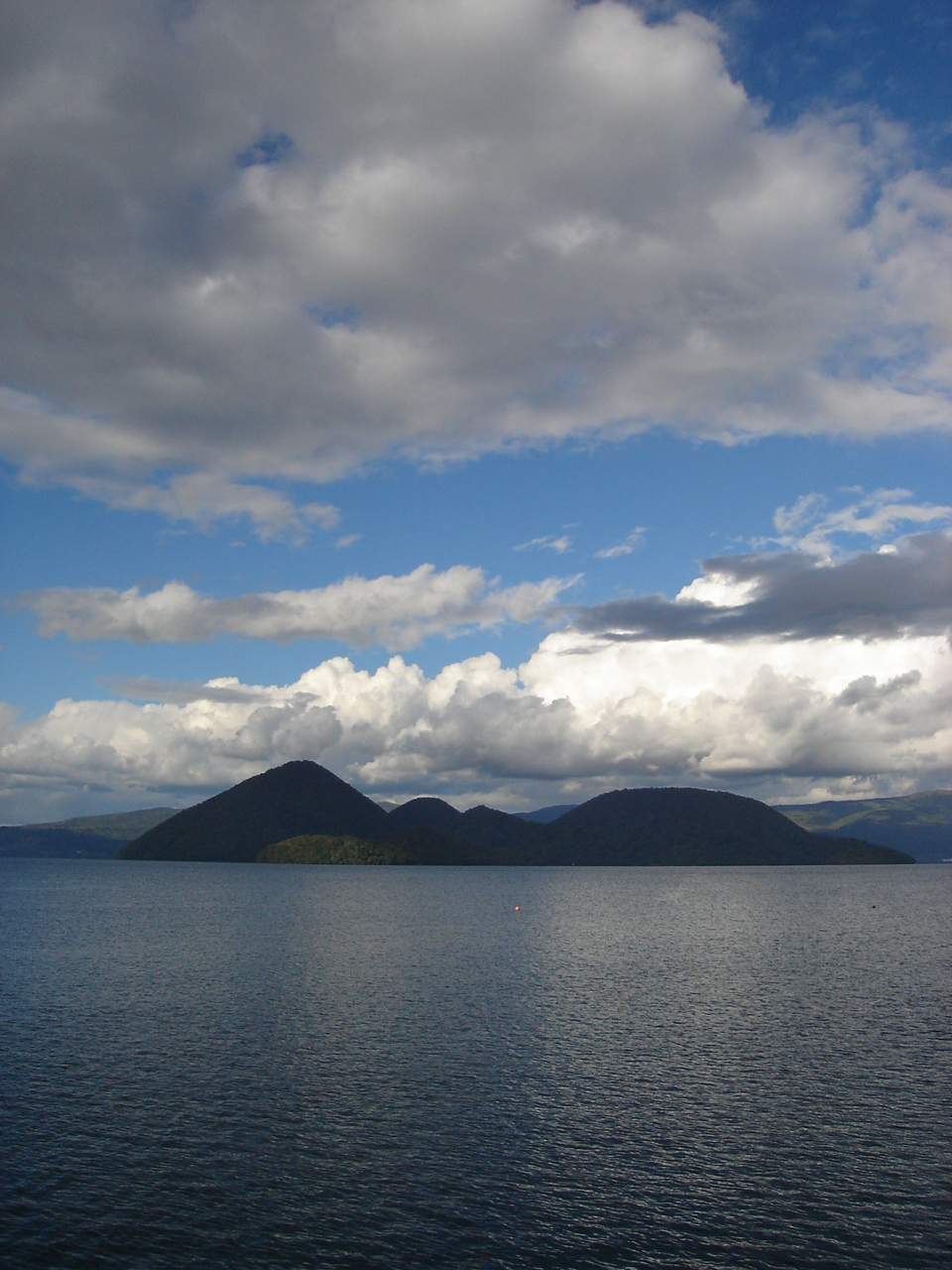
Toya-tó

- Risiri-Rebun-Szarobecu Nemzeti Park

1974-ben alapították, területe 21 222 hektár. Jellegzetességei a vulkánok, alpesi növények (pl. azaleák). Főbb nevezetességek: Risiri-sziget a Risiri szunnyadó vulkánnal (1719 m), Rebun-sziget (más néven ”vadvirágok-szigete”), Vakkanai-part: hosszanti dűnesorok mocsarakkal, kis tavakkal, Szarobecu-síkság: vizes élőhelyek, homokdűnék.
- Siretoko Nemzeti Park

A Shiretoko félszigeten található, 1964-ben alapították, 2005-ben pedig a világörökség részévé nyilvánították. Területe 38 633 hektár. Jellegzetességei a vulkánok, ősfenyvesek, tengerpartok, illetve tengeri madarak (kormorán), elgátolt tavak, és nem utolsósorban a barnamedve. Főbb nevezetességek: Shiretoko öt-tó, Kamuiwakka meleg vízesés (Istenek folyója), Oshinkoshin-vízesés.
- Daiszecuzan Nemzeti Park

1934-ben hozták létre. Területe 2267,64 km². Jellegzetességei a 600m – 2300 m magas hegycsúcsok, sűrű erdőségek. Ez a hely a hegymászók és természetkedvelők paradicsoma. Láthatunk szarvast, barna medvét és sok más állatot. Főbb nevezetességei: Daiszecuzan (Aszahi), Tokacsi (Tokacsi, Júbari, Hidaka), Sikaribecu (Isikari) valamint a hévízforrások: Aszahidake, Szóunkjó, Tenninkjó.
- Akan Nemzeti Park

1934-ben alapították, területe 904.81 km2. Jellegzetességei között tartjuk számon a kráter tavakat, hévízforrásokat és a különböző vulkáni eredetű tavakat, amelyekben pisztráng, ill. lazac is található. Főbb nevezetességek: Akan-tó (gyönyörű krátertó, melyben „marimo” alga található), Kussaro-tó, Massu-tó, Ivozan-vulkán, mely a természetes kénes kigőzölgésekről híres.
- Kusiro Sicugen Nemzeti Park

1987-ben alapították, területe 26 861 hektár. Ez a legnagyobb területű vizes élőhely, a japán daru és más ritka madarak költőhelye. A Kusiro-folyó meanderei között tavak, mocsarak találhatóak, pl. Taró-tó, Sirarutoró-mocsár, illetve a Kottaró vizes élőhely.
- Sikocu-Tója Nemzeti Park

1949-ben alapították, területe 993.02 km2. Jellegzetességei a vulkánok és hévízforrások.Főbb nevezetességek a Sikocu és Tója kaldera tavak, a Jótei-szan, Uszu-szan, Sovasinzan, Tarumae-szan vulkánok.

### Tóhoku
- Tovada-Hacsimantai Nemzeti Park

1936-ban alapították, területe 85,409 hektár. Jellegzetességei a hévízforrások, alpesi növények és a fergeteges őszi levélszínek. Főbb nevezetességek: Tovada-tó, Hakkoda-hegység ingoványos, mocsaras területei, valamint a Hacsimantai-plató (1613 m): forró iszapfortyogók, gőz és füst kigőzölgések, hévízforrások, tűlevelű erdők találhatók itt.
- Rikucsú Kaigan Nemzeti Park

1955-ben hozták létre, területe 12 198 hektár. 180 km hosszú tengerpart veszi körül. Északi része erodált, magas tengerpart fantasztikus sziklaformákkal (”Tengeri Alpok”), délen riapart található.
- Bandai-Aszahi Nemzeti Park

1950 alapították, területe 187 041 hektár. Vadvilági jellegzetességei a különféle majomfajok, illetve a fekete medve. Alpi növények találhatók szinte mindenhol. Főbb nevezetességek: a Bandai-szan az elgátolt Inavasiri-tóval, Aszahi-hegység és a Deva-Szanzan-hegység.

## Kantó
- Nikkó Nemzeti Park

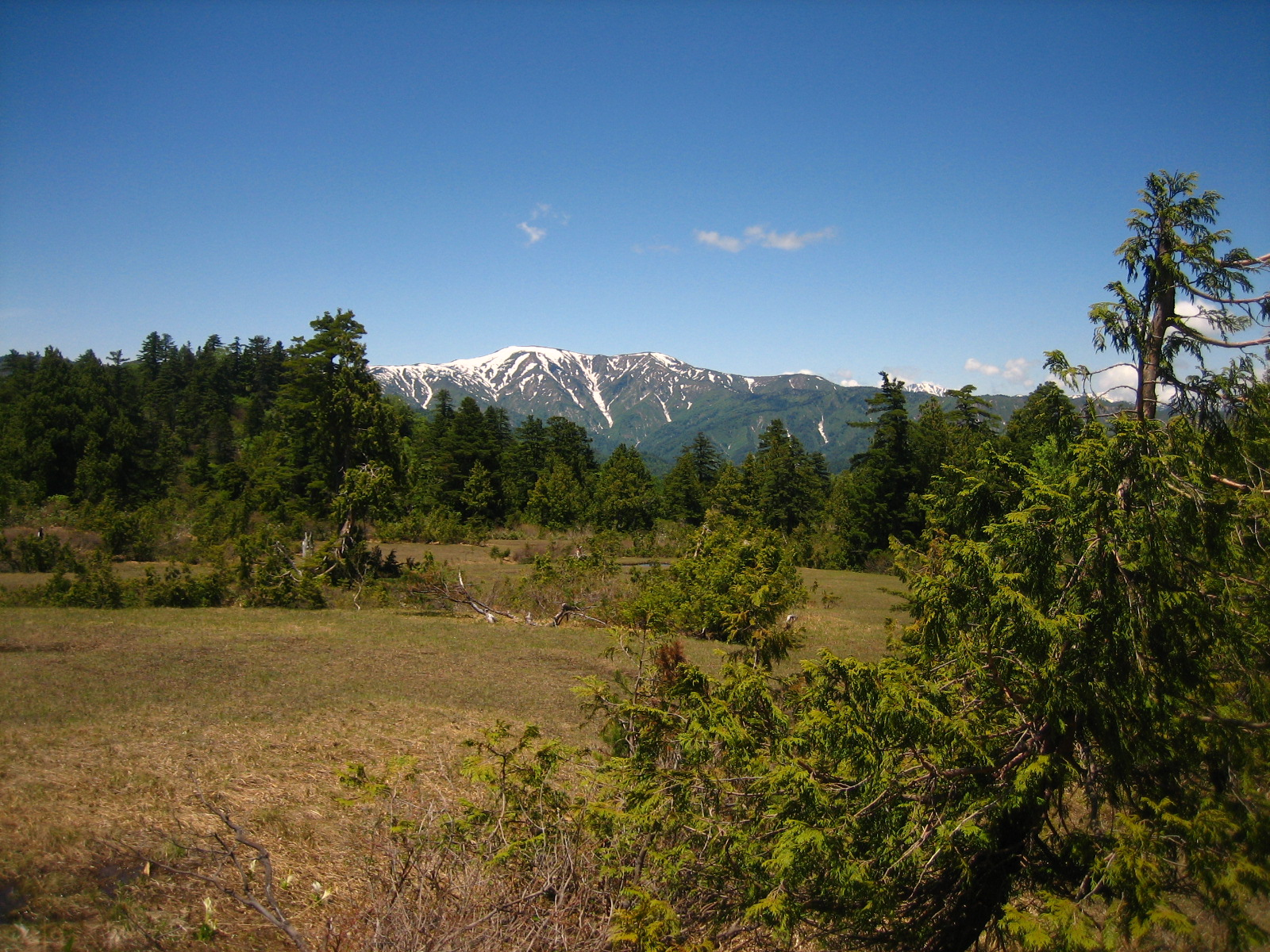
Az Oze Nemzeti Park látképe

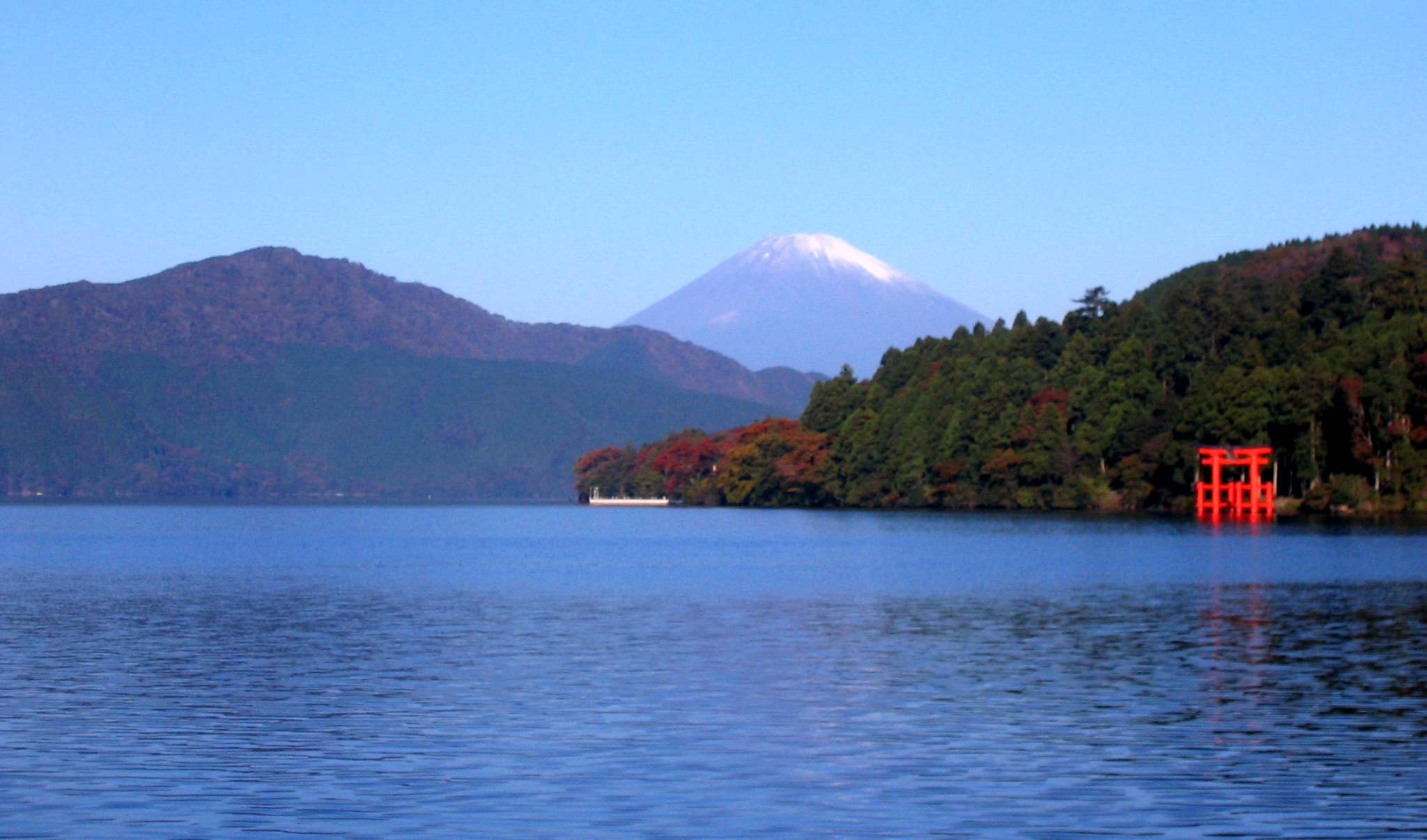
A Fudzsi-hegy és az Asinoko-tó

1934-ben alapították, területe 140 021 hektár. Főbb látnivalók a hegyek (pl. Nantai-szan), zuhatagos folyók, vízesések (Kegon), tavak (Csúzendzsi-tó), források, sűrű erdők, valamint a történelmi emlékek, szentélyek (Tósógú-szentély), templomok, illetve nevezetes még az Ozega-hara fennsíki láp.
- Oze Nemzeti Park
- Csicsibu Tamakai Nemzeti Park

1950-ben hozták létre, területe 121 600 hektár. 2000 méternél magasabb hegycsúcsok, mély völgyek és sűrű erdők jellemzik a tájat. Főbb látnivalók a Micumine-hegység és a Micumine-szentély (2000 éves), a Mitake hegység és a Muszasi-Mitake szentély, valamint a Hasidate-cseppkőbarlang.
- Dzsósinecu Kógen Nemzeti Park

1949-ben jött létre, területe 189 062 hektár.2000 méternél magasabb vulkánok és fennsíkok, tavak és hévízforrások, illetve nagy kiterjedésű erdők és alpi növények jellemzik a parkot. Itt található a Tanigava-hegység, Aszama-hegység, Sirane-hegység, a Karuiszava-plató, a Sigakógen-magasföld tavakkal, mocsarakkal és a Szugadaira-fennsík.
- Ogaszavara Nemzeti Park

1200 km-re található a főszigettől. A park nagyszerű óceáni szigetekkel és parti díszlettel kérkedik. Az állat- és növényvilágának gazdagsága, változatossága egyedülálló. Főbb nevezetességek: Mijanohama-part, Minamisima sziget és Szendzsiniva (más néven ”Szív-szikla”, azaz egy szív alakú szikla)
- Fudzsi-Hakone-Izu Nemzeti Park

1936-ban alapították, területe 1218.5 km2. Itt található a Fudzsi és a környező védett területek, Hakone gyógyfürdői, Asinoko és az Izu-félsziget és hét szigete, hévízforrásokkal.

## Csúbu
- Csúbu-Szangaku Nemzeti Park

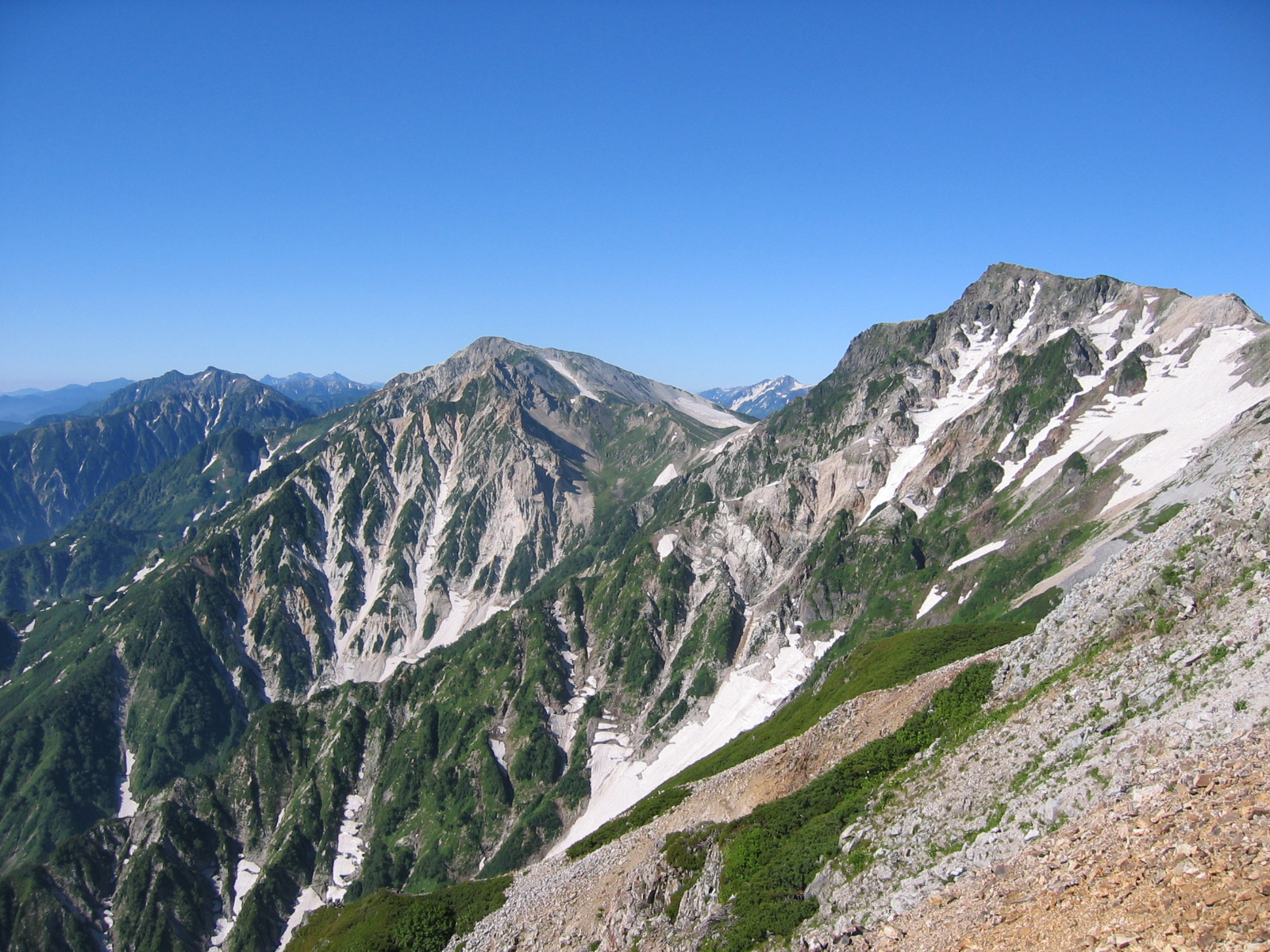
A „Japán Alpok”

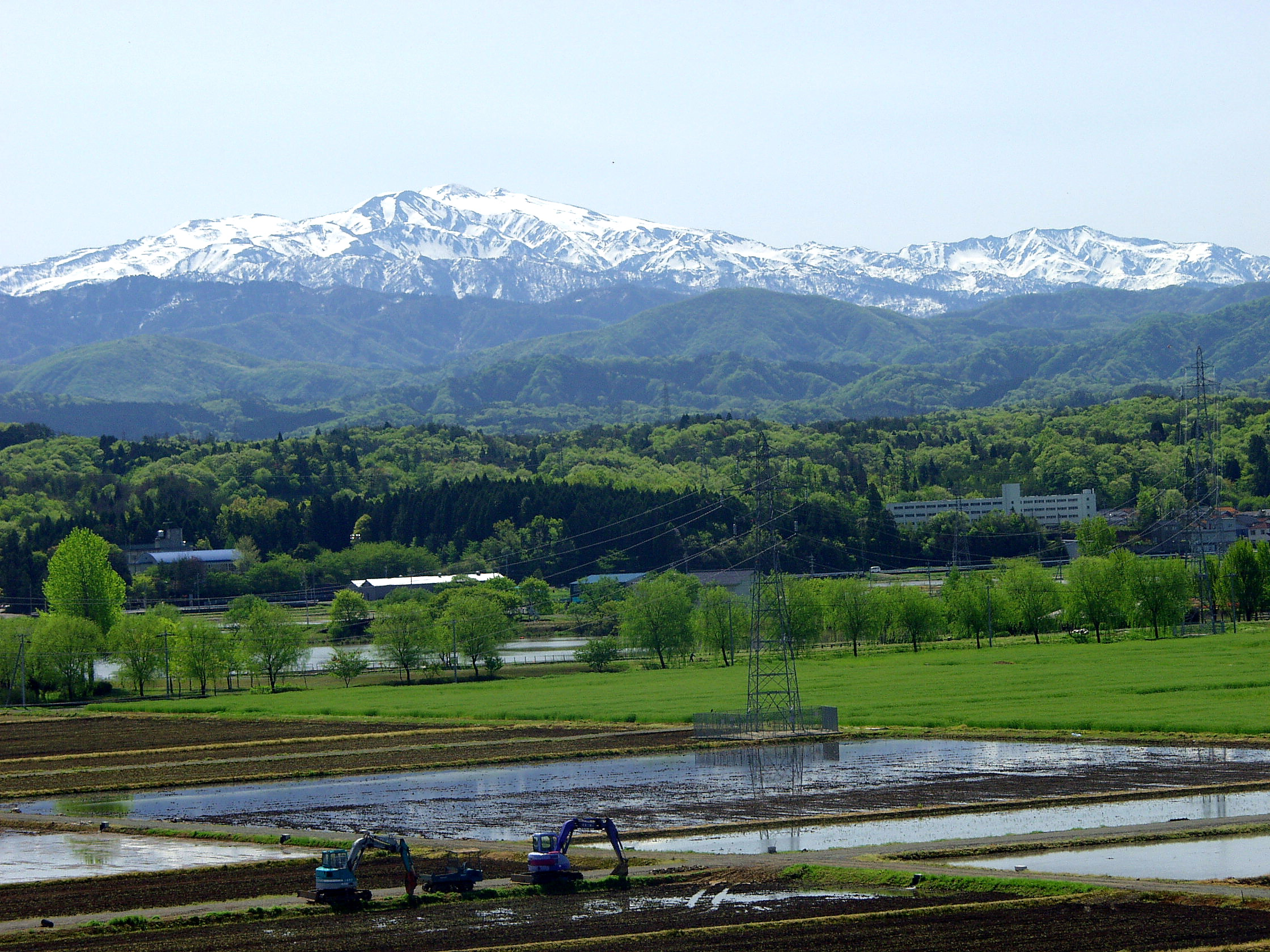
A Hakuszan-hegység

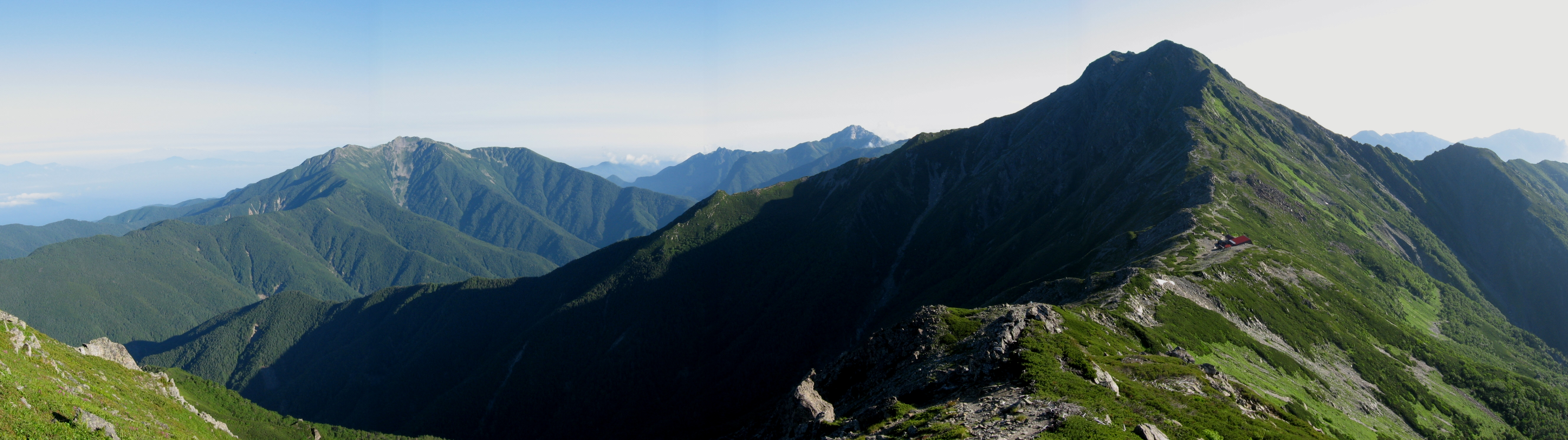
A Kitadake-hegység

1934-ben alakult ki, területe 174 323 hektár. „Japán Alpok” néven is emlegetik ezt a területet, itt található a Hida-hegység, Norihuka-hegység, valamint a Jake aktív vulkán és a Hotaka hegység.
- Hakuszan Nemzeti Park

1962-ben hozták létre ezt a 47 700 hektár kiterjedésű parkot. Főbb nevezetességei a Hakuszan-hegység (2702 m): ”Szent hegy” - szunnyadó tűzhányó, északi oldalán fenyőerdőkkel, déli oldalán japán bükkerdő (fosszilis erdő), illetve nyolc nagyobb kráter található itt.
- Minami Alpok Nemzeti Park

1964-ben alapították, területe 35 752 hektár. 3000 méternél magasabb hegyek jellemzik, ilyen a Kitadake (3192 m) vagy a Szendzsógatake (3033 m). Növényvilágában az alpesi növények töltenek be jelentősebb szerepet.

## Kanszai
- Isze-Sima Nemzeti Park

1946-ban alapították, területe 55 544 hektár. Növényvilágát cédrusok, japán vörösfenyők és természetes erdőségek jellemzik. Főbb nevezetességei a Kii-félsziget, az Aszakuma-hegység és az iszei nagyszentély.
- Josino-Kumano Nemzeti Park

1936-ban hozták létre, 59 798 hektár kiterjedésű. Kii-félsziget közepén, kanyargó folyók, gyönyörű tengerpart található, valamint itt helyezkedik el a Josino-hegység, az Omine-hegység és az Ódaigahara-hegység.

## Csúgoku és Sikoku
- Szanin Kaigan Nemzeti Park

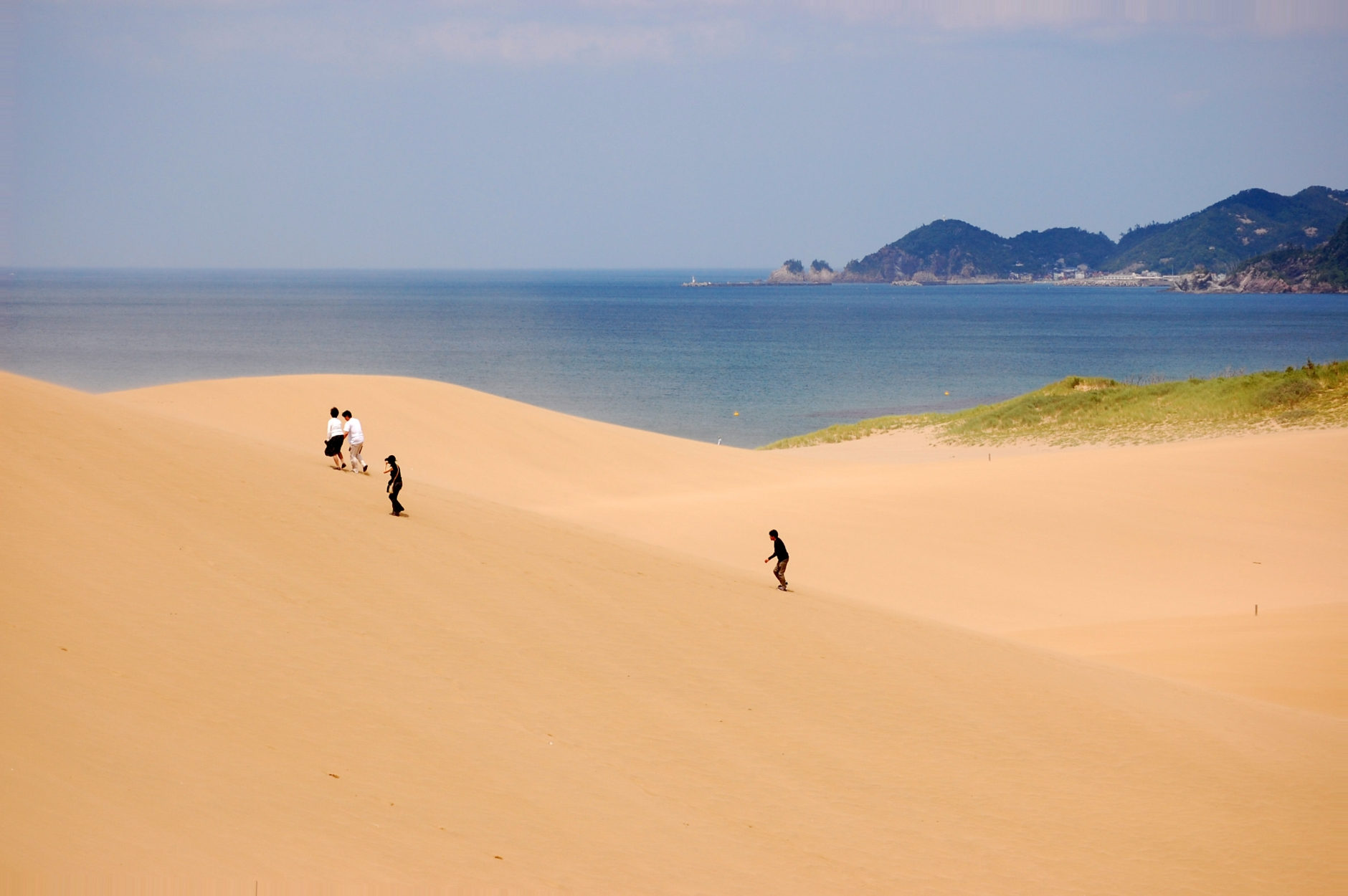
Tottori homokdűnéi

1963-ban alapították, területe 8784 hektár. Japán-tengerre tekintő, erodált tengerparttal rendelkezik a park. Jellegzetessége: Tottori homokdűnéi.
- Daiszen-Oki Nemzeti Park

1936-ban alapították, területe 35 053 hektár. Hegységek borítják, tengerpart övezi, hévízforrások találhatók a park területén. Itt található a Hiruzen-hegység, a Daiszen-hegység (1730 m), a Simane-félsziget, az Oki-sziget (abráziós barlang)és az Izumo-taisa (egyike a legrégebbi szentélyeknek).
- Szetonaikai Nemzeti Park

1934-ben hozták létre, 62 781 hektár kiterjedésű. A Japán-beltenger szigetei és a védett partszakaszok tartoznak ide, valamint a Szeto-óhasi híd.
- Asizuri-Uvakai Nemzeti Park

1972-ben alapították, 11 166 hektár kiterjedésű. A parkot övező meredek partvidéket gránit sziklák és kőoszlopok, csatornák és korallzátonyok jellemzik. Itt található az Asizuri-fok és a Nametoko-völgy.

## Kjúsú
- Szaikai Nemzeti Park

1955-ben alapították, területe 24 646 hektár. Közel 400 kisebb-nagyobb szigetből áll. A leghíresebbek a Gotó-szigetek és a Fukue-szigetek, ahol ritka vulkáni formák, pl. hamukúpok találhatóak.
- Unzen-Amakusza Nemzeti Park

1934-ben hozták létre, területe 28,287 hektár.Az Unzen-hegy hévízforrásairól híres, valamint a nemzeti park területéhez tartozinak az Amakusza-szigetek (120 kisebb-nagyobb sziget).
- Aszo Nemzeti Park

1934-ben alakult meg, 72 678 hektár kiterjedésű. Főbb nevezetességek az Aszo-szan, Kudzsú-szan, valamint a vadon növő azaleák.
- Kirisima-Jaku Nemzeti Park

1934-ben alapították, területe 57 084 hektár. Majdnem 20 vulkán található, pl.: Szakuradzsima. Természetes erdők jellemzik: tölgyesek és japán vörösfenyőből álló fenyvesek. A Jakusima-szigeten pedig cédruserdők és hévízforrások találhatóak.

## Okinava
- Iriomote Nemzeti Park

1972-ben hozták létre, területe 12 506 hektár. Szubtrópusi fák jellemzik, a Nakama-folyó torkolatában egy mangroveerdő állja utunkat. A park területén ritka állatfajokkal is találkozhatunk. A Taketomi és az Isigaki szigetek között korallzátonyok alakultak ki.

## Lásd még
- A Föld nemzeti parkjai

## Külső hivatkozások
- Japán Nemzeti Parkok
- Japán Nemzeti Parkjai – térkép
- Akan Nemzeti Park
- Kushiro Shitsugen Nemzeti Park
- Oze Nemzeti Park Archiválva 2020. május 13-i dátummal a Wayback Machine-ben - japán nyelvű honlap
- Oze Nemzeti Park - angol nyelvű holnap
- Rishiri-Rebun-Sarobetsu Nemzeti Park
- Shiretoko Nemzeti Park
- Daisetsuzan Nemzeti Park - japán nyelvű honlap
- Kushiro Shitsugen Nemzeti Park
- Shikotsu-Toya Nemzeti Park
- Towada-Hachimantai Nemzeti Park
- Rikuchu Kaigan Nemzeti Park
- Bandai-Asahi Nemzeti Park
- Nikkō Nemzeti Park
- Chichibu Tamakai Nemzeti Park
- Joshinetsu Kogen Nemzeti Park
- Ogasawara Nemzeti Park
- Fuji-Hakone-Izu Nemzeti Park
- Chūbu-Sangaku Nemzeti Park
- Hakusan Nemzeti Park
- Ise-Shima Nemzeti Park
- Yoshino-Kumano Nemzeti Park
- San-in Coast Nemzeti Park
- Daisen-Oki Nemzeti Park
- Setonaikai Nemzeti Park
- Ashizuri-Uwakai Nemzeti Park
- Saikai Nemzeti Park
- Unzen-Amakusa Nemzeti Park
- Aso Nemzeti Park
- Kirishima-Yaku Nemzeti Park
- Iriomote Nemzeti Park